# June folkhögskola
June folkhögskola är en svensk dagfolkhögskola i Jönköping.
Folkhögskolan startade 1979 utanför Nässjö under namnet Viebäcks folkhögskola och hade då internat. År 2011 flyttades verksamheten in till centrala Jönköping och bytte namn till June folkhögskola. Huvudman för skolan är Pingströrelsen i Sverige.